# قلعة بوصبع
قلعة بوصبع من اقرب البلديات إلى ولاية قالمة بحيث تبعد عنها بحوالي 10 كم وتتبع دائرة قلعة بوصبع.
وهي منطقة فلاحية يعتمد سكانها على الفلاحة بالدرجة الأولى كتربية الدواجن والمواشي.أما من الناحية الطبيعية، فهي تتمتع باراضي خصبة وهي محاطة بأراضي فلاحية إضافة إلى جبل هوارة شرقا وجبل السبع غربا....
و تحتل قلعة بوصبع موقعا استراتيجيا، حيث تقع على الطريق الوطني رقم 21 الرابط بين ولاية قالمة بولاية عنابة والذي يتميز بحركة مرور كثيفة.

## الموقع الجغرافي
تقع «قلعة بوصبع» إلى الشمال من مدينة قالمة، وتتوسط كل من بلديات:النشماية، هليوبوليس، بومهرة أحمد، جبالة خميسي
يبلغ تعداد سكانها حوالي 5636 نسمة، وتتميز بهدوئها وطبيعتها الخلابة التي تبعث الانشراح في النفس وتوفر أماكن طبيعية رائعة لممارسة الرياضة.